# Sződ
Sződ je vas na Madžarskem, ki upravno spada pod podregijo Váci Županije Pešta.